# Bahnhof Olten

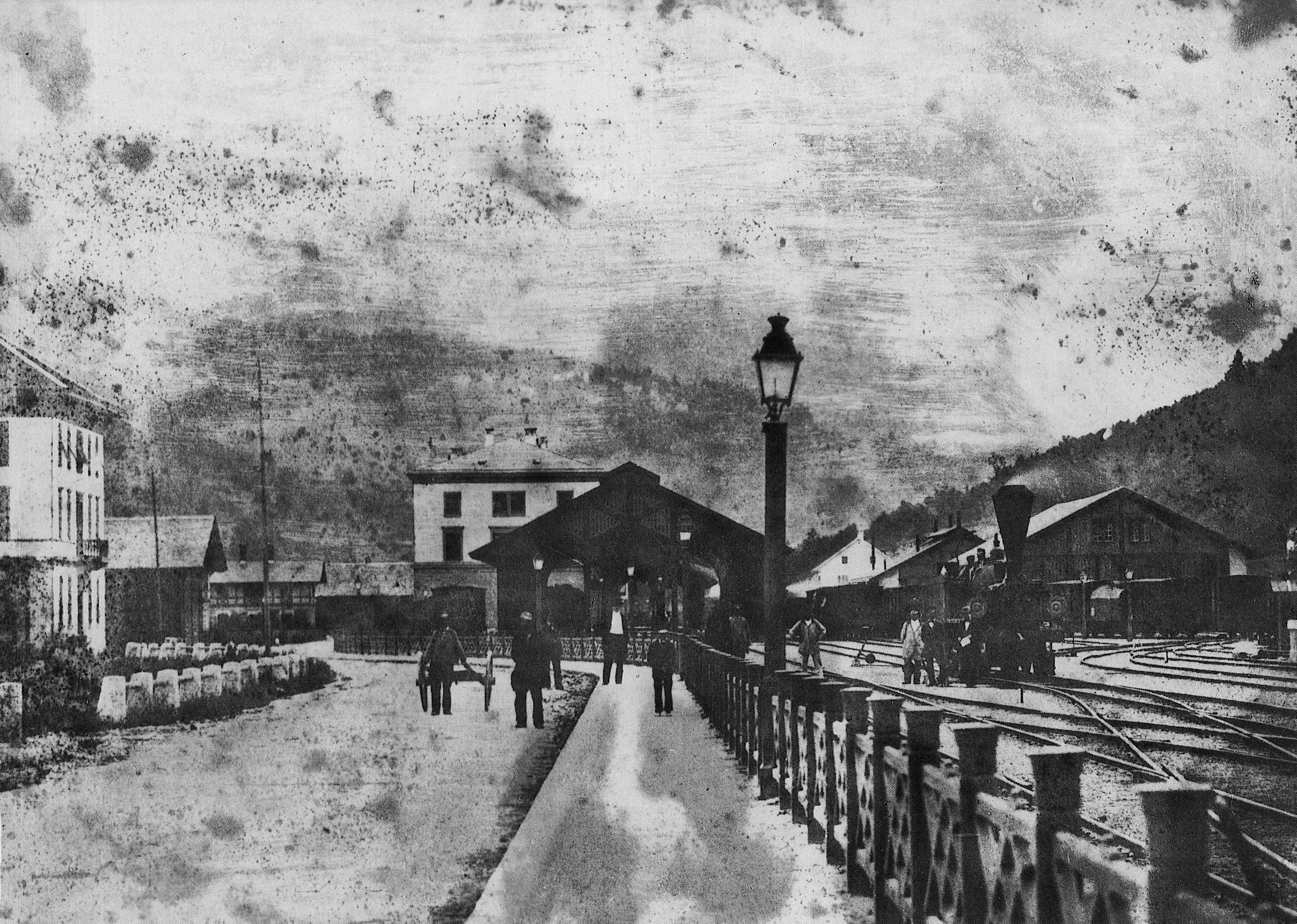
Bahnhof Olten um 1860.

Der Bahnhof Olten ist aufgrund seiner zentralen Lage am Schnittpunkt der Bahnstrecken von und nach Basel, Bern, Luzern und Zürich einer der wichtigsten Knotenbahnhöfe der Schweiz. Aus diesem Grund und weil in der Stadt stets viele Eisenbahnangestellte wohnten, gilt die Standortgemeinde Olten als Eisenbahnerstadt. Viele Arbeitsplätze schuf auch die von der Schweizerischen Centralbahn neben dem Bahnhof Olten errichtete Hauptwerkstätte, aus der das heute für den gesamten Personenwagenbestand der Schweizerischen Bundesbahnen zuständige Industriewerk Olten hervorgegangen ist.
Der Bahnhof zählt mit seiner Tagesfrequenz von über 80'000 Fahrgästen zu den 20 grössten Bahnhöfen der Schweiz. Wird allerdings die Anzahl der Züge zum Vergleich herangezogen, folgt er nach dem Zürcher Hauptbahnhof auf Platz 2.
Im Bahnhofbuffet Olten, das aufgrund seiner zentralen Lage im Eisenbahnnetz der Schweiz als ein beliebter Treffpunkt gilt, wurden seit den 1860er Jahren zahlreiche nationale Vereine und Unternehmen gegründet.

## Geschichte
Die Gemeindeversammlung der Stadt Olten beschloss am 19. Juni 1853, der Schweizerischen Centralbahn (SCB) Hunderte von Hektaren Land unentgeltlich zur Verfügung zu stellen, damit diese den Bahnhof und die Bahnlinien bauen konnte. Auch das Gelände für die Werkstätten erhielt die SCB von der Stadt, das Areal der heutigen IW im Tannwald erwarb sie schon früh. Daneben durfte die SCB unentgeltlich Flächen im Gemeindewald roden und dem Boden Sand und Gestein entnehmen. Die Bahngesellschaft erhielt somit von der Gemeinde eine sehr grosszügige Unterstützung. Das zur Verfügung gestellte Areal befand sich am rechten Ufer der Aare gegenüber der Altstadt. Für den Bau der Hauptwerkstätte wurde der mitten auf dem Areal stehende Felskopf der Geissfluh weggesprengt. Als ersten Leiter und Maschinenmeister der Werkstätte setzte die SCB Niklaus Riggenbach, der später als Erbauer von Zahnradbahnen grossen Erfolg hatte, ein.
Im Bahnhof Olten wie auf der Bahnlinie Aarau–Luzern nahm die SCB am 9. Juni 1856 den Betrieb auf. Seit dem 16. März 1857 dient der Bahnhof als Netzknoten, da an diesem Tag die Strecke Aarburg–Oftringen–Herzogenbuchsee eröffnet wurde. Die Züge dieser Bahnlinie benutzten das Depot in Olten und waren deshalb von Anfang an zwischen Herzogenbuchsee und Olten durchgebunden. Am 1. Mai 1858 fand die feierliche Eröffnung der Hauensteinlinie, der ersten Gebirgsstrecke der Eisenbahn in der Schweiz, mit dem 2495 Meter langen Scheiteltunnel statt.
Am 4. Dezember 1876 kam die Gäubahn von Olten über Oensingen nach Solothurn hinzu. Seither liegt das Bahnhofgebäude von Olten in Insellage zwischen zwei Gleisgruppen. Mit der Eröffnung am 8. Januar 1916 ergänzte die Strecke durch den 8134 Meter langen Hauenstein-Basistunnel mit seinem flacheren Höhenprofil über Gelterkinden das Netz der Bahnlinien bei Olten. Als vorläufig letzte Erweiterung besteht seit dem 2. April 1981 die 5,5 Kilometer lange Bornlinie, deren Verlängerung die 2004 eröffnete Neubaustrecke Mattstetten–Rothrist ist. Somit führen auf beiden Seiten des Bahnhofs jeweils drei Bahnstrecken nach Olten.
Auf der alten Hauensteinlinie wurde einige Zeit nach der Eröffnung des Basistunnels die ursprüngliche Doppelspur zurückgebaut, seit dem 6. Dezember 1938 gilt die Strecke als einspurig. Ihre Elektrifizierung erfolgte erst am 4. Dezember 1953. Damals war geplant, den Personenverkehr einzustellen. Die Strecke über Läufelfingen bleibt bestehen, weil sie als Ausweichlinie während Bauarbeiten im Hauensteinbasistunnel genutzt werden kann.

## Gebäude und Gleisanlage

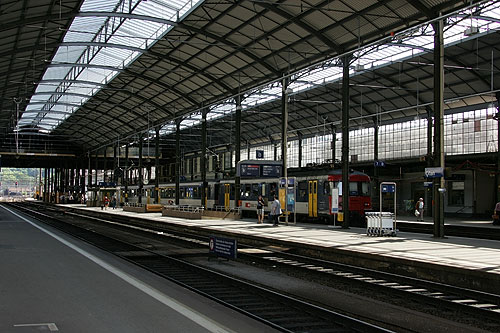
Bahnhofshalle Olten Blick von Gleis 10–11 Richtung Westen zum Hauptgebäude und Postgebäude

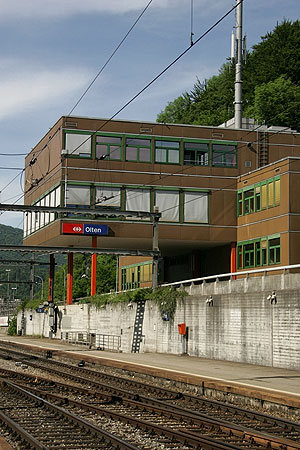
Zentralstellwerk Olten von 1980 (2005)

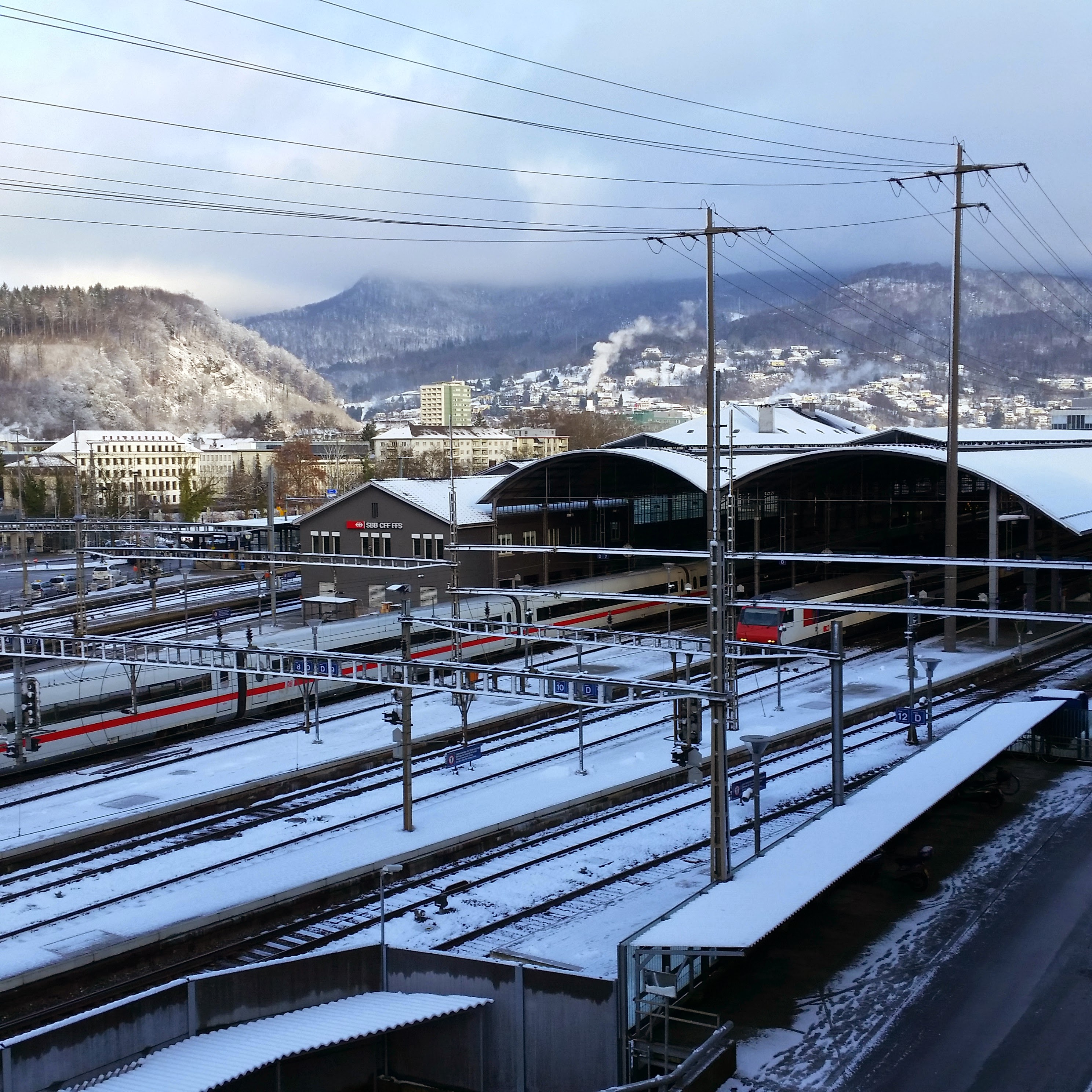
Bahnhof Olten von oben im Winter (2015)

Auf einem breiten Inselperron befindet sich das Hauptgebäude, welches südlich vom Postgebäude und nördlich vom Dienstgebäude eingerahmt wird. Deren Perrondächer sind als eine Einheit an die Gebäude gebaut. Östlich der Gebäude überspannt die mächtige Bahnhofshalle in zwei Bögen je zwei Gleise, dabei wird noch ein fünftes Gleis geschützt. Diese fünf Gleise (heute Gleis 7–11) auf der Ostseite bestanden schon seit dem Umbau 1898/99. Das sechste östliche Gleis (damals A6, heute Gleis 12) wurde anlässlich des Bahnhofumbaus am 1. Oktober 1978 in Betrieb genommen. Auf der Westseite befanden sich schon früher fünf Gleise, welche allerdings von keinem gemeinsamen Bahnhofdach geschützt wurden. Einzig das heutige Gleis 4 (ehemals Gleis 5) besass ein längeres Perrondach. Die vier westlichsten Gleise besassen keinen richtigen Bahnsteig, zwei davon immerhin eine Perronkante, welche nur durch Überqueren von Gleisen zugänglich war. Das am nächsten zur Stadt liegende war während langer Zeit das Rampengleis des Güterschuppens. Anlässlich des Bahnhofumbaus für die Bahn 2000 von 1996 bis 2002 wurde das mittlere Gleis entfernt und an dessen Stelle ein Mittelbahnsteig erbaut. Das westlichste Gleis (heute Gleis 1) erhielt einen Aussenperron.
Heute besitzen alle 10 Bahnhofgleise eine eigene Perronkante und im Mittelbereich auch einen Wetterschutz. In der Reihenfolge von Westen her (von der Aare weg); Aussenbahnsteig, Gleis 1+2 Mittelbahnsteig, Gleis 3+4, Inselbahnsteig mit den Gebäuden, Gleis 7+8, Mittelbahnsteig unter Hallendach, Gleis 9+10, Mittelbahnsteig unter Hallendach, Gleis 11+12 Aussenbahnsteig.
Im nordöstlichen Vorfeld entstand ein Güterbahnhof, dessen Ablaufberg aber schon 1927 eingeebnet wurde. Im Güterbahnhof fand bis Ende 2008 Zugzerlegung statt. Der Rangierbahnhof Olten wurde per Ende 2008 in einen Teambahnhof (Formationsbahnhof) umgewandelt. Er wurde also von SBB Infrastruktur an SBB Cargo übergeben. Schon 1977 wurde zwischen Däniken und Dulliken ein Schnellgutbahnhof eröffnet (Cargo-Domizil-Halle und Paketpost-Halle). Da beide Hallen heute nicht mehr ausschliesslich im ursprünglichen Sinn genutzt werden, übernahm der Rangierbahnhof Däniken die Aufgaben des Rangierbahnhofs Olten als Drehscheibe für die Cargo-Express-Züge per 2009 vollständig. Diese Aufgabe war bisher auf beide Bahnhöfe verteilt.
In den 1970er Jahren war sogar ein Neubau des Rangierbahnhofes geplant, der im Bereich des Kernkraftwerkes Gösgen auf dem Gebiet der Gemeinden Däniken und Gretzenbach zu liegen gekommen wäre. Geplanter Bautermin war 1978–1989, nach der Wirtschaftskrise 1972/73 wurde das Projekt verschoben, das Land aber soweit möglich erworben. Zu einem eigentlichen Baubeginn kam es nie, das Land wurde nach 2000 wieder freigegeben und verkauft.
Die Erhöhung auf die heute für das Schweizer Normalspurnetz vorgeschriebene Perronhöhe von 55 cm über Schienenoberkante (P55) erfolgte sukzessive und wurde anlässlich des Umbaus 2008/09 fertiggestellt. Dabei wurden auch die Verkaufslokale auf dem Inselperron mit dem Aufnahmegebäude verbessert, wie es die SBB in ihrem neuen Konzept «Mehr Bahnhof» umsetzen wollen.
Am 1. März 2015 nahm die – gegenüber dem Zentralstellwerk auf dem ehemaligen Areal der Hauptwerkstätte gelegene – Betriebszentrale Mitte ihren Betrieb auf. Als erstes übernahm sie die Aufgaben des Sektors Mittelland (Bereiche Solothurn, Rothrist, Gäu, Wasseramt). Am 15. März folgte der Sektor Aare, zu welchem auch der Bahnhof Olten gehört und der südliche Abschnitt des Sektors Südbahn. Es folgten am 23. August 2016 der nördliche Abschnitt der Südbahn, am 6. September 2016 der Sektor Birs mit dem Knoten Basel, im November 2016 der Sektor Gurten (Knoten Bern) und schliesslich am 25. Januar 2017 der Sektor Pilatus mit dem Knoten Luzern.

## Werkstätte und Depot
Durch die Bereitschaft der Stadt Olten, grosszügig umfangreiche Grundflächen zur Verfügung zu stellen, entschloss sich die SCB, in Olten nicht nur ein Lokomotivdepot einzurichten, sondern auch eine Werkstätte zu erbauen, welche für den Grossunterhalt des Rollmaterials zuständig war. Die Werkstätte konnte im Jahr 1855 in Betrieb genommen werden und kam nördlich des Personenbahnhofes, auf der westlichen Seite der Streckengleise und des Güterbahnhofes, am linken Aareufer zu liegen. Das Depot selbst war noch weiter nach Norden verschoben und befindet sich gegenüber dem eigentlichen Güterbahnhof.
Der erste Werkstattleiter Niklaus Riggenbach formte die Werkstatt zu einem eigentlichen Industriebetrieb, der nicht nur Lokomotiven wartete, sondern auch selber herstellen konnte. Auch Güter- und Personenwagen wurden konstruiert – nicht nur für die SCB, sondern auch für andere Bahngesellschaften. Daneben wurden auch Brücken, Schiebebühnen und sonstige bahntechnische Gerätschaften gebaut. Die Werkstätte wurde in mehreren Etappen erweitert. Aus dieser Werkstätte entstand nach der Übernahme durch die SBB die Hauptwerkstätte Olten, die sich immer mehr auf den Grossunterhalt von Personenwagen spezialisierte. Das heutige Industriewerk Olten ist das einzige Industriewerk der SBB, welches für den Grossunterhalt der Personenwagen zuständig ist.
Diese alte Werkstätte entsprach in den 1970er Jahren nicht mehr den Erfordernissen einer modernen Unterhaltsanlage, weshalb die SBB beschlossen, im Tannwald, der logischen nordöstlichen Fortsetzung des Areals, eine neue zweckmässige Hauptwerkstätte zu bauen. Dabei achtete sie darauf, dass genügend Landreserven für einen allfälligen Weiterausbau vorhanden waren. Am 18. Mai 1978 fand die Aufrichtefeier an der heutigen Wagenhalle Süd statt. Eingeweiht wurde die Halle im Sommer 1979. Die Anlage wird über eine Gleiskurve entlang der Ausfahrt der alten Hauensteinlinie erschlossen.
Ende der 1990er Jahre beschloss der SBB-Verwaltungsrat, aufgrund der vorhandenen Landreserven den gesamten Personenwagen-Grossunterhalt nach Olten zu verlegen und die HW Zürich zu schliessen. Nach Ausschreibung und Bau konnten Ende Dezember 2003 die Wagenhalle Nord und im Mai 2004 der neue Zentralbau eingeweiht werden. Dieser Neubau erlaubt es, alle Werkstattteile, die sich noch südlich der Industriestrasse im alten Werkstättenbereich befanden, umzusiedeln. Die SBB beschlossen, das Areal der «alten» SCB-Werkstätte einer Umnutzung freizugeben. Da sich darunter einige Gebäude aus der Gründungszeit befinden, regte sich Widerstand gegen ein planloses Abreissen des Geländes. Dieser Widerstand war bisher erfolgreich, es wird noch über eine mögliche Nutzung des Geländes diskutiert.
Unmittelbar nördlich der Industriestrasse befand sich das ehemalige Personalrestaurant «Dampfhammer» Für das historisch wertvolle Gebäude lag ein Umnutzungskonzept als Eventhalle vor, weshalb es auch Mitte 2008 geschlossen war und umgebaut wurde. Jedoch wurde das Gebäude am 7. September 2008 ein Opfer eines Brandstifters und brannte bis auf die Grundmauern nieder. Ob und in welcher Form es wieder aufgebaut wird, ist momentan unklar.

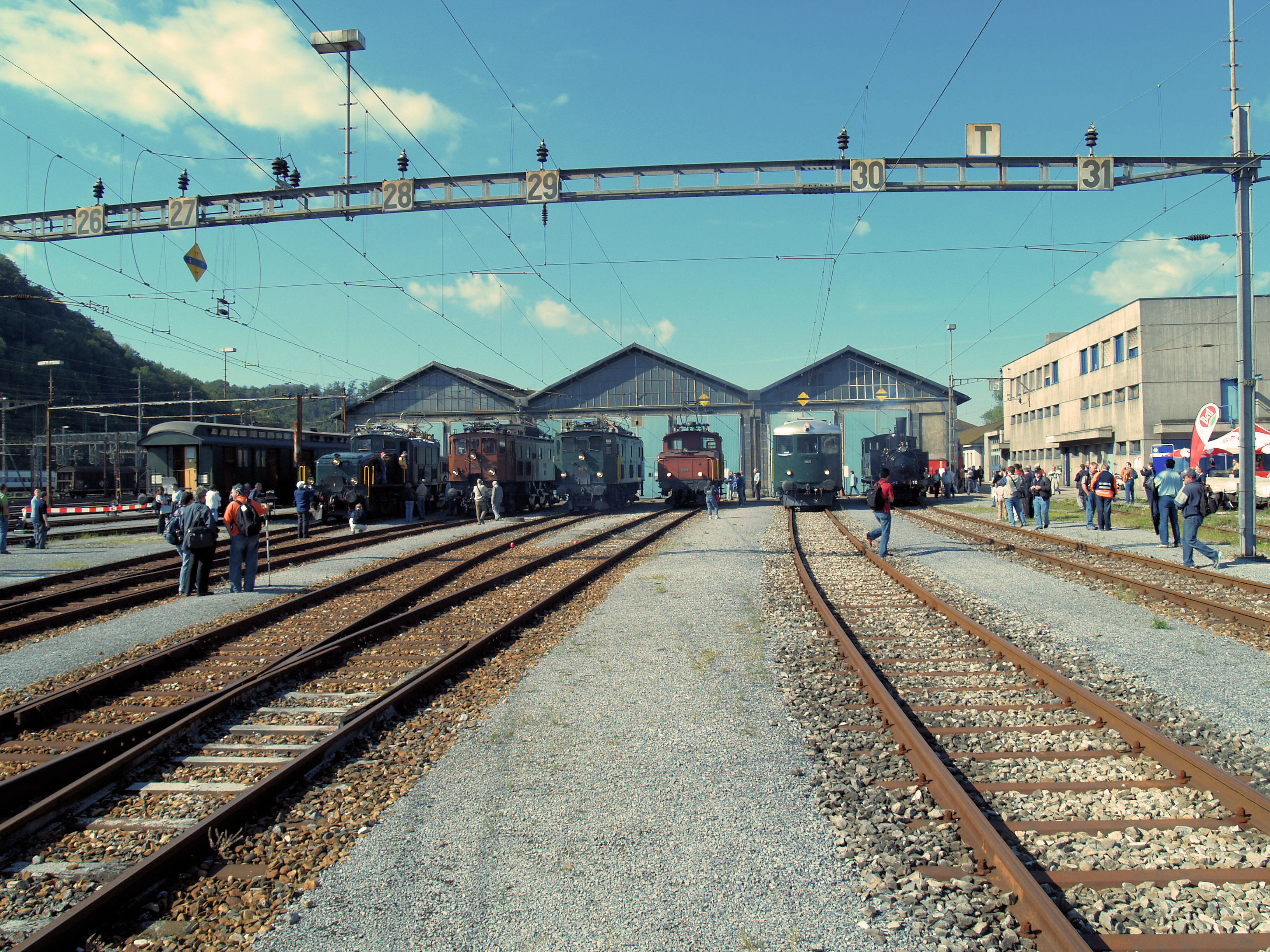
Fahrzeugparade vor der Ostseite des Depot Olten, anlässlich des Tags der offenen Türe am 10. September 2006

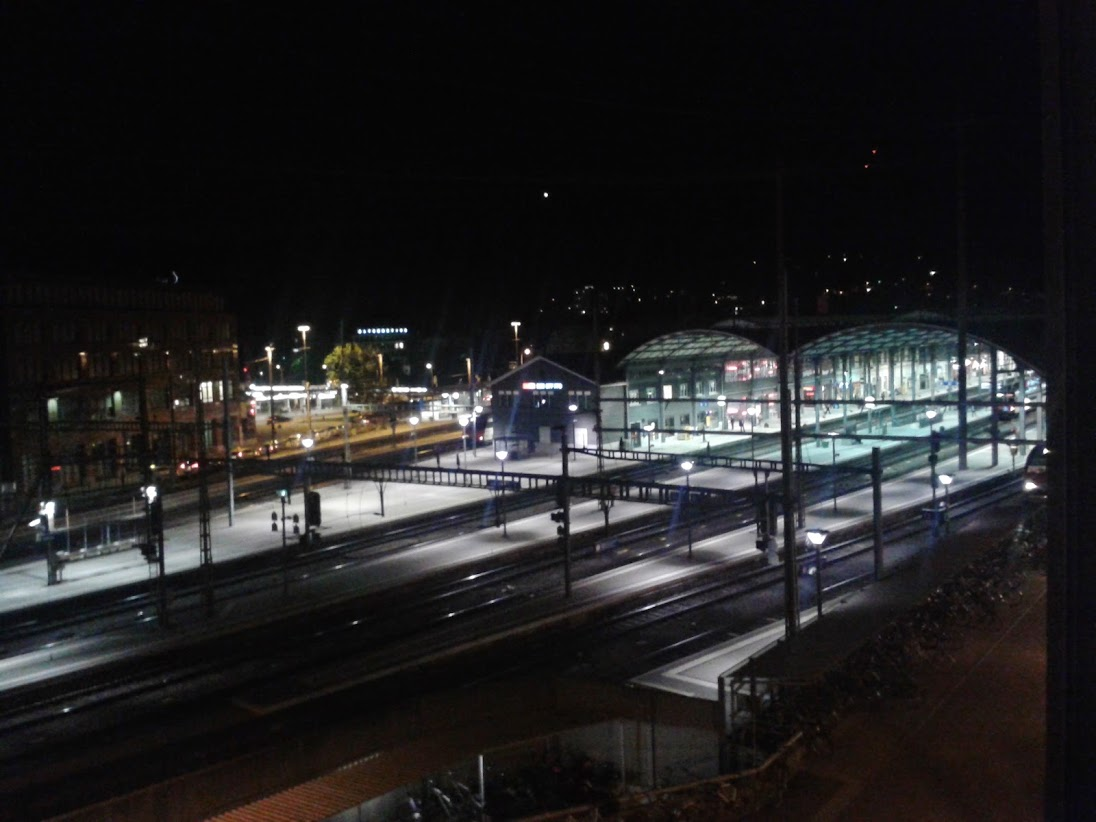
Bahnhof Olten von oben bei Nacht

Nordöstlich des Personenbahnhofs wurde ein Lokomotivdepot errichtet. Während des Dampfzeitalters fand in Olten üblicherweise der Lokwechsel statt. Für die Züge über den alten Hauenstein waren in der Regel Vorspannlokomotiven notwendig, welche hier beheimatet waren. Der Bau des Hauenstein-Basistunnels hatte noch keine grossen Auswirkungen auf das Depot, die Elektrifizierung der Strecken Olten–Luzern (23. Februar 1924), Olten–Basel (18. Mai 1924), Olten–Zürich (21. Januar 1925), Olten–Bern (25. November 1925) und Olten–Yverdon (23. Dezember 1927) hingegen schon: Eine Elektrolokomotive muss nicht mehr regelmässig mit Wasser und Kohle versorgt werden und kann eine viel längere Strecke vor einem Zug zurücklegen, bevor sie in ein Depot muss. Da Olten eigentlich selten Endbahnhof eines Fernverkehrszuges war und auch sonst keine betriebliche Notwendigkeit eines Lokwechsels bestand, waren Lokwechsel in der Folge eher selten. Deswegen wurde das Depot in erster Linie zu einem Standort für das fahrende Personal.
Seit den 1990er Jahren wurde der Depotbetrieb substantiell zurückgefahren. So verlor das Depot alle Personenfernverkehrsleistungen und ist heute nur noch eine Aussenstelle für Personal auf Regionalzügen. Dasselbe passierte im Güterverkehr, wo zuletzt nur noch LCN (Lokführer Nahzustellung) stationiert waren, mit der Schliessung des Rangierbahnhofes ist auch die Schliessung des Cargo-Depots beschlossen worden. Im G-Depot Olten waren nur 4! LCN angestellt, die alle ihre Stelle verloren als diese Kategorie aufgelöst wurde. Eine Änderung im Personalbestand findet erst mit Schliessung des RB in Däniken statt, frühestens im Jahre 2016 mit Eröffnung des GBT soll dies stattfinden. Daher ist die Zukunft des Depots ungewiss, wobei mit der Unterbringung der historischen Triebfahrzeuge zumindest ein Erhalt der Anlagen ermöglicht wird. Das Depot Olten beherbergt heute auch eine Aussenstelle der SBB Historic und etliches betriebsfähiges Rollmaterial, vor allem Elektrolokomotiven. Diese werden an einigen Tagen im Jahr auf die Strecke geschickt, um Stillstandschäden zu vermeiden.

## Streckenführungen

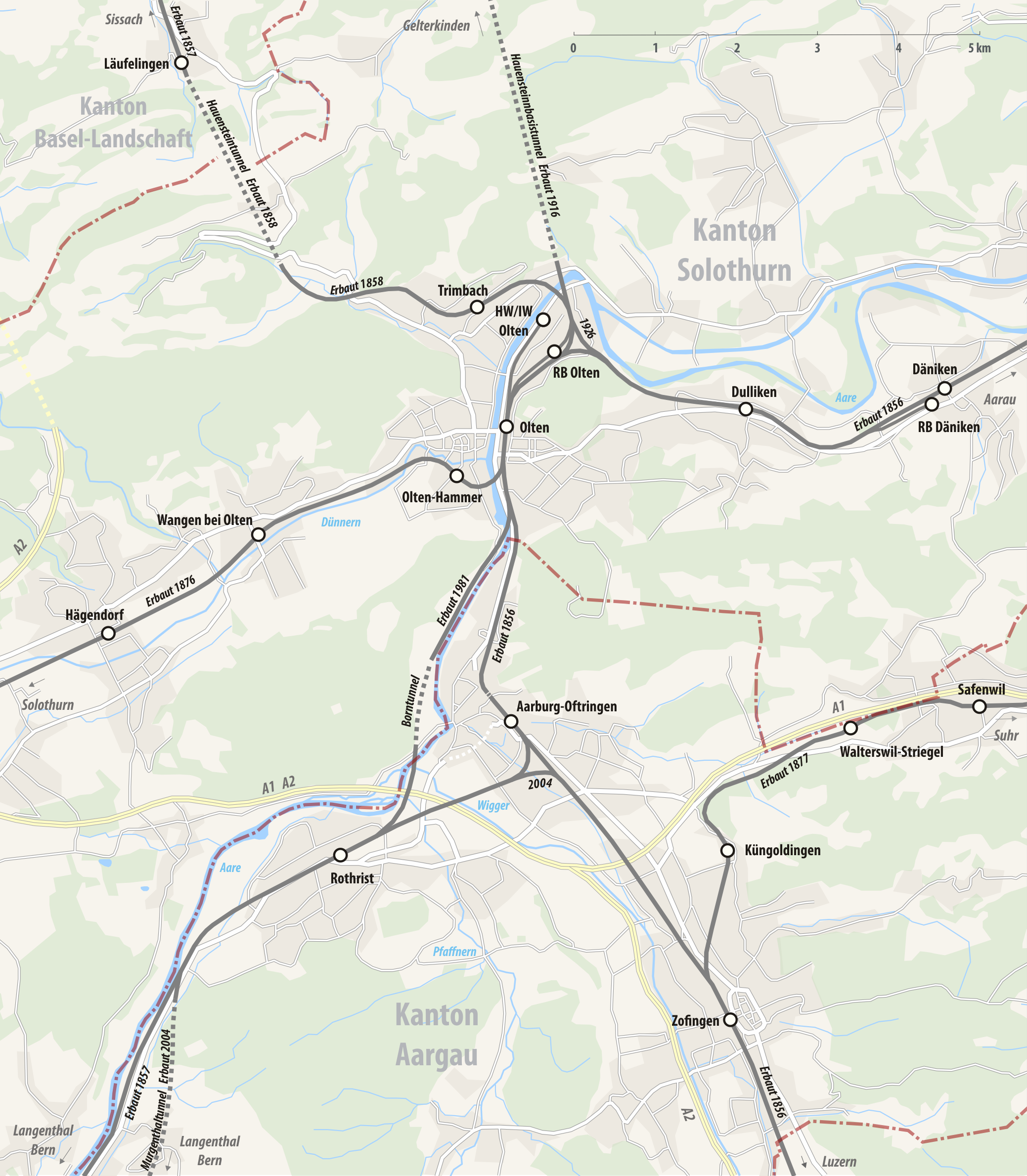
Übersicht der Streckenführungen um den Bahnhof Olten

Die Strecke nach Solothurn sollte anfänglich in einer Schleife um die Stadt von Norden her in den Bahnhof Olten eingeführt werden, womit Olten einen zweiten Bahnhof im Nordwesten der Stadt erhalten hätte. Die SCB allerdings wünschte sich der einfacheren Betriebsführung wegen (die Züge aus Solothurn in Richtung Aarau und Basel hätten ja in der ersten Variante Kopf machen müssen) eine Südeinführung. Die SCB konnte ihren Wunsch durchsetzen, wurde aber im Gegenzug dazu verpflichtet „hinter dem jetzigen Stationsgebäude“ eine Strassenbrücke über die Aare zu erstellen (der Vorgängerbau der heutigen Bahnhofbrücke). Durch die Einführung der Gäulinie musste die bisherige viergleisige Bahnhofanlage erweitert werden. Dies geschah durch den Bau zusätzlicher Gleise westlich des Bahnhofgebäudes, welches so seine heutige Insellage erhielt.
Am 9. Mai 1926 wurde nordöstlich des Bahnhofes die von Anfang an elektrifizierte Verbindungslinie Olten gebaut. Dadurch können Züge von Basel durch den Hauensteintunnel nach Aarau fahren, ohne dass sie im Bahnhof Olten wenden müssen. Es existiert also seit diesem Datum nordöstlich des Bahnhofes ein Streckengleisdreieck.
Anlässlich des Bahnhofumbaus um 1980 wurde im Nordkopf des Bahnhofes ein doppelspuriges Unterführungsbauwerk erstellt. Dieser Tannwaldtunnel ermöglicht es den Zügen von und nach Basel, die Streckengleise nach Aarau kreuzungsfrei zu unterfahren. Allerdings wurde hier ein Fehler begangen, der erst mit dem Umbau 1996–2000 behoben wurde: Die alternative Streckenführung ohne Tunneldurchquerung führt nur über eine langsame Weichenverbindung der alten Hauensteinlinie. Der Tunnel ermöglichte den Zügen Richtung Luzern eine eigene Fahrstrasse abseits der Hauptgleise Bern-Zürich. Die Züge von Basel nach Bern oder Solothurn mussten aber im Bahnhofsbereich überkreuzen oder eben den langsamen Weg entlang des Güterbahnhofes nehmen. Aus diesem Grund wurde auch das heutige Gleis 12 erstellt, wo in der Regel die Züge nach Luzern halten. Allgemein wurden alle Perronkanten bei den bestehenden Gleisen 5, 7–11 (7–11 ehemals Gleis A1–A5) verlängert. Das erste Gleis des Unterführungsbauwerkes wurde am 4. Mai 1980 für den Verkehr freigegeben, das zweite am 23. Mai 1980.

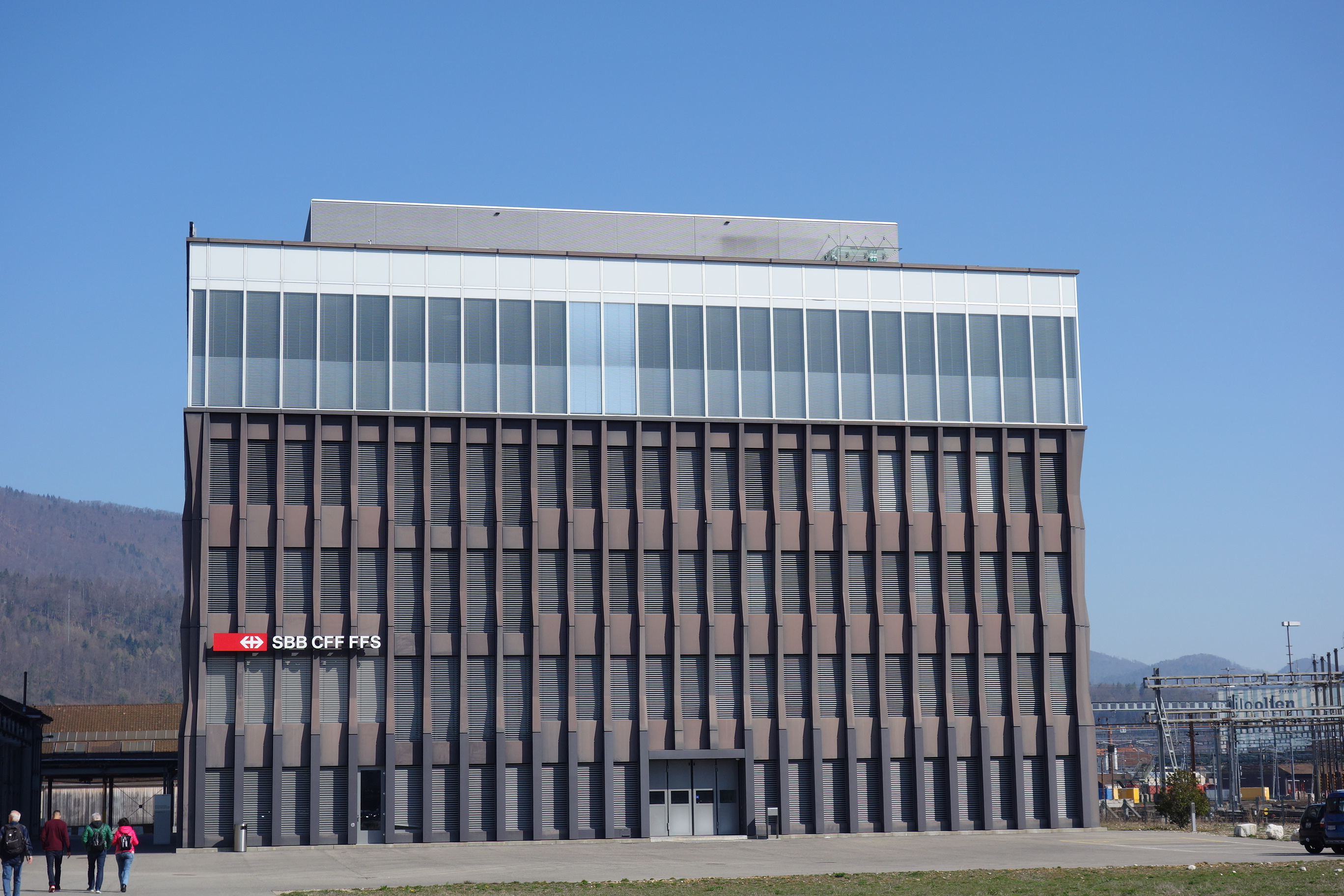
SBB Betriebszentrale Mitte (2019)

Es wurde auch das Zentralstellwerk gebaut, das insgesamt fünf mechanische Stellwerke aus den Jahren 1905–1926 ablöste. Das Zentralstellwerk wurde zwischen dem 3. und 5. Mai 1980 in Betrieb genommen. Dafür musste in der Nacht Sa/So von 22.20 bis 6.15 der Nordkopf für sämtlichen Zugsverkehr gesperrt werden und in der folgenden Nacht So/Mo der Südkopf des Bahnhofes. Das neue Stellwerk 1980 war als Spurplanstellwerk mit gesicherten Rangierfahrstrassen im Bereich des Personenbahnhofes konzipiert. Das Stellwerk vom Typ Domino 67 wurde von der Firma Integra geliefert und ist als Panoramawand installiert. Es befindet sich auf der dem Bahnhof gegenüberliegenden Seite der Tannwaldstrasse, überragt diese Richtung Bahnhof in Form eines Reiterstellwerkes. Es steuerte bei Inbetriebnahme 158 Hauptsignale (inkl. Vorsignale), 94 Hilfssignale (Bremsprob^-, Abfahrbefehl-, Gleisnummern- und Buchstabensignale), 210 Zwergsignale, 145 Weichenantreibe und 17 automatische Blockabschnitte. Ohne den Bahnhofumbau 1980, welcher der 37. in der Geschichte des Bahnhofes war, hätte der Taktfahrplan 1982 nicht eingeführt werden können. Am 15. März 2015 um 12.00 Uhr wurde die Betriebsführung vom 35 Jahre alten Zentralstellwerksgebäude aus übergeben an die Betriebszentrale Mitte an der Gösgerstrasse in Olten. Das Stellwerk des Bahnhofs Olten und die gesamte Technik dazu befindet sich nach wie vor im alten Zentralstellwerksgebäude; von der Betriebszentrale aus wird die Technik ferngesteuert.
Mit dem Bahnhofumbau in den Jahren 1996–2000 wurde die Einführung der Gäulinie doppelspurig ausgebaut, so dass die Züge von und nach Oensingen auf der Westseite des Bahnhofes verkehren können. Dies war zwar schon vorher möglich, es stand aber auf dieser Seite nur eine durch Unterführungen erschlossene Perronkante zur Verfügung, das damalige Gleis 5. Die beiden alten Gleise 4 und 3 besassen nur niedrige und schmale Perronkanten, die über Schienenübergänge zugänglich waren. Dies erlaubte nicht, zeitgleich mehr als einen Personenzug auf der Aareseite des Bahnhofes abzufertigen. Das alte Gleis 2 war das Zufahrts- und Durchfahrtsgleis der Güterzüge von Biel in Richtung Güterbahnhof und weiter. Das alte Gleis 1 war das Rampengleis des Güterschuppens; dieser wurde zwar schon nach 1980 abgebrochen, das Gleis selbst war aber nicht als richtiges Bahnhofgleis benutzbar. Die ehemaligen Gleise 4 und 5 wurden zu den neuen Gleisen 3 und 4, nur an den beiden Enden bei den Weichen nahm man sichtbare Anpassungen an der Lage der Gleise vor. Das Gleis 3 wurde entfernt und an dieser Stelle ein richtiger Mittelperron erstellt. Bei den Gleisen 1 und 2 wurde auch im Mittelbereich ein wenig Richtung Aare verschoben, es gab auch Anpassungen in den beiden Weichenköpfen. Gleis 1 erhielt einen Aussenperron, der im Mittelteil zugleich auf der gleisabgewandten Seite als Bushaltestelle dient.
Die bestehende südliche Unterführung wurde erneuert und den neuen Gegebenheiten angepasst. Sie führt auch unter dem Bahnhofquai hindurch, so dass die Fussgänger ohne Strassenüberquerung auf die Bahnhofbrücke gelangen können. Die nördliche Unterführung verband vor diesem Umbau nur die Gleise 7–11. Sie wurde Richtung Aare verlängert, so dass sie heute auch als Durchgang in Richtung Altstadt benutzt werden kann. Im Nordkopf des Bahnhofes wurden zwei zusätzliche Streckengleise gebaut. Entlang des Güterbahnhofes wurde ein sechstes Durchfahrgleis erbaut, ebenso zwischen den bisherigen Streckengleisen nach Zürich und Basel. Über dem Tannwaldtunnel wurde ein drittes Durchfahrgleis Richtung Aarau–Zürich erstellt. Dafür musste eine kurze Tunnelgalerie erstellt werden, damit die Nagelfluh des Hardwaldes stabil bleibt.

## Betriebliches
Der Bahnhof ist ein Knotenpunkt und entsprechend lebhaft. Von den Personenzügen fahren nur die Nonstop-IC Bern–Zürich durch, die Übrigen halten. Die Züge Basel–Zürich und Luzern–Bern–Lausanne–Genève umfahren den Bahnhof Olten über Verbindungslinien.

### Fernverkehr
- (Interlaken Ost –) Basel SBB – Braunschweig – Berlin
- Basel SBB – Bern – Brig – Milano Centrale   TT
- Basel SBB – Luzern – Bellinzona – Milano Centrale   teilweise zusätzlich TT
- Frankfurt – Basel SBB – (→ Bellinzona / ← Brig) – Milano Centrale   TT
- Interlaken Ost/Zürich HB – Basel SBB – Frankfurt am Main – Köln – Hamburg-Altona
- 5 Lausanne – Biel/Bienne – Zürich HB ( – St. Gallen/Rorschach)  TT FZ BZ FS RZ , im Sommer zusätzlich , Lausanne–Zürich HB stündlich, mit Verlängerung zur Hauptverkehrszeit nach St. Gallen, Genève–Rorschach stündlich
- 6 Basel SBB – Bern – Brig ( oder ) ( oder FZ) BZ FS RZ
- 21 Basel SBB – Luzern – Lugano  FZ BZ FS RZ , im Sommer zusätzlich
- 61 Basel SBB – Bern – Interlaken Ost ( oder ) ( oder FZ) BZ FS RZ
- 16 Bern – Olten – Brugg AG – Zürich HB
- 17 Bern – Burgdorf – Olten
- 26 Basel SBB – Luzern –  Göschenen – Locarno  FS  (Treno Gottardo)
- 27 Basel SBB – Olten – Luzern
- 35 Bern – Burgdorf – Olten – Zürich HB – Chur  FS  (Aare Linth)

### Regionalverkehr
- 12 Olten – Brugg AG – Wettingen (– Zürich HB)
- 24 Luzern – Sursee – Olten
- 6 Olten – Lenzburg – Arth-Goldau (Südbahn-Express, nur am Wochenende)
- S 3 Porrentruy – Delémont – Laufen – Basel Dreispitz – Basel SBB – Liestal – Sissach – Olten
- S 9 Sissach – Läufelfingen – Olten
- S 20 Olten – Solothurn – Biel/Bienne / (Langendorf – Oberdorf SO) (halbstündlich bis Solothurn)
- S 23 Langenthal – Olten – Aarau – Lenzburg – Brugg – Baden
- S 26 Olten – Aarau/Lenzburg – Wohlen – Muri – Rotkreuz
- S 29 Sursee – Zofingen – Olten – Aarau – Wildegg – Brugg – Turgi

#### Nachtnetz
Seit Ende 2024 verkehrt auch eine Nacht-S-Bahn der S-Bahn Zürich bis nach Olten.
- SN11 Olten – Aarau – Mellingen Heitersberg – Dietikon – Zürich HB – Stettbach – Winterthur

#### Bus
Der Bahnhofplatz ist der Busknotenpunkt der Stadt Olten, wo sich die Haltestellen der städtischen und regionalen Linien des Busbetrieb Olten Gösgen Gäu sowie einer Postauto-Linie befinden. 
An den Wochenenden verkehren diverse Nachtbusse.
| Linie | Strecke |
| ----- | --- |
| 501   | Schönenwerd Bahnhof – Olten Bahnhof – Wangen bei Olten – Rickenbach – Hägendorf – Egerkingen Gäupark                                                                       |
| 502   | Trimbach – Olten Bahnhof – Starrkirch – Dulliken |
| 503   | Olten Bornfeld – Olten Bahnhof – Olten Meierhof |
| 505   | Olten Haslistrasse – Olten Bahnhof – Wangen bei Olten – Rickenbach SO – Hägendorf – Kappel SO – Gunzgen – Härkingen – Neuendorf – Niederbuchsiten – Kestenholz – Oensingen |
| 506   | Olten Bahnhof – Trimbach – Hauenstein-Ifenthal – Wisen |
| 507   | Rohr bei Olten – Stüsslingen – Lostorf – Olten Bahnhof – Olten Südwest – Kleinwangen – Kappel SO – Gunzgen – Härkingen – Egerkingen                                        |
| 508   | Olten Bahnhof – Aarburg – Oftringen |
| 509   | Olten Bornfeld – Olten Bahnhof – Starrkirch-Wil – Dulliken Zentrum |
| 127   | Olten Bahnhof – Kappel SO – Boningen – Fulenbach – Wolfwil – Kestenholz – Oensingen Bahnhof (Postauto)                                                                     |
| N23   | Olten – Däniken – Schönenwerd Bahnhof |
| N51   | Olten – Hägendorf – Egerkingen – Oensingen |
| N55   | Olten – Kleinwangen – Kappel – Kestenholz |
| N56   | Olten – Aarburg – Boningen – Fulenbach – Wolfwil |
| N57   | Olten – Obergösgen – Lostorf – Erlinsbach – Niedergösgen – Schönenwerd Bahnhof                                                                                             |

## Unfall vom 6. Oktober 2011

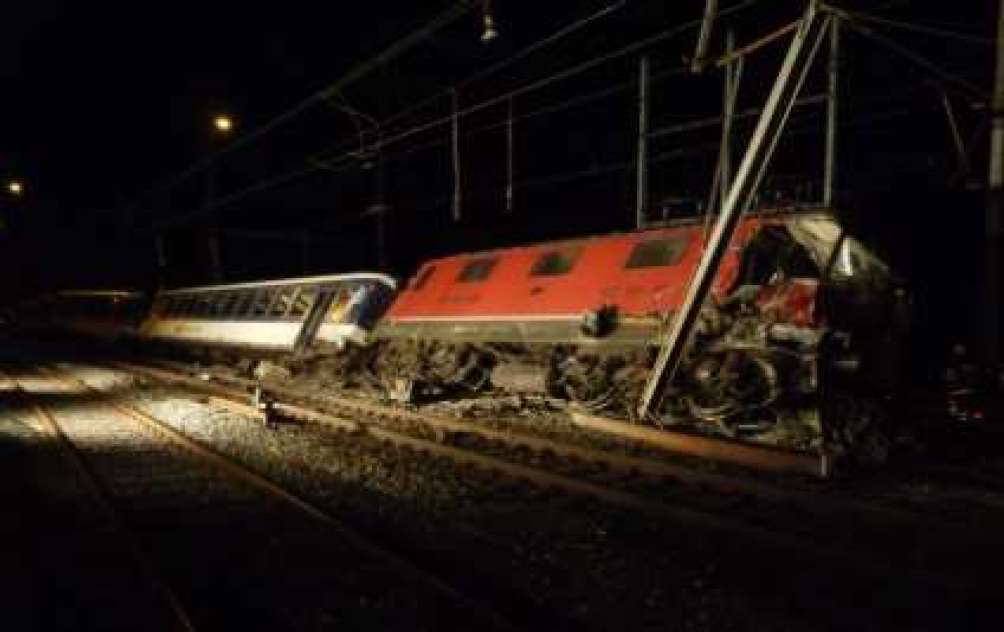
Die am 6. Oktober 2011 verunfallte Re 4/4 prallte gegen einen Fahrleitungsmasten.

Am 6. Oktober 2011 stiess ein EW-II-Pendelzug mit einer Re 4/4 II, der zusätzlich zum Halbstundentakt der S-Bahn von Basel nach Olten verkehrte, bei der Einfahrt in den Bahnhof mit einem NPZ-Pendelzug seitlich zusammen. Der NPZ Sissach–Läufelfingen–Olten hatte ein Halt zeigendes Signal überfahren. Die Lokomotive Re 4/4 II 11184 und die beiden ersten Wagen des EW-II-Pendelzugs kippten zur Seite. Der Lokomotivführer der Re 4/4 II wurde schwer und ein Fahrgast leicht verletzt. Die zum Zeitpunkt des Unfalls bereits installierte ZUB-Zugbeeinflussung war noch nicht in Betrieb.